# Vista Serrana
Vista Serrana este un oraș în Paraíba (PB), Brazilia.